# JSTOR
JSTOR (съкр. от Journal Storage) е дигитална библиотека от академични списания, книги и първични източници, основана през 1994 г. Първоначално съдържаща дигитализирани стари издания на академични списания, сега тя включва книги и други първични източници, както и текущи броеве на списания в областта на хуманитарните и социалните науки. Предоставя пълнотекстово търсене в почти 2000 списания. По-голямата част от достъпа е чрез абонамент, но част от сайта е обществено достояние, а съдържанието със свободен онлайн достъп е достъпно безплатно.
Създадена през 1994 г., тя предоставя възможност за търсене в текста на цифровизирани (сканирани) копия на старите броеве на голям брой утвърдени научни списания.
JSTOR стартира своята програма Books at JSTOR през ноември 2012 г., като добави 15 000 актуални и стари книги към своя сайт. Книгите са свързани с рецензии и цитати от списания.
Законовата страна на дейността на JSTOR е уредена чрез индивидуални споразумения с издателите, които изискват от сайта да публикува статии с известно закъснение след публикуването им – от 1 до 3 години.
Към края на 2014 г. базата данни съдържа 2000 заглавия на научни списания с общо над 50 милиона страници текст. През септември 2011 г. към базата данни е открит разделът Early Journal Content, който представлява около 6% от общото съдържание на JSTOR и съдържа почти 500 хиляди достъпни без абонамент статии от повече от 200 списания, публикувани преди 1923 г. в Съединените щати и преди 1870 г. в други страни.